# Glaresis frustrata
Glaresis frustrata es una especie de coleóptero de la familia Glaresidae.

## Distribución geográfica
Habita en Sudáfrica.